# 1931–1932-es NHL-szezon
Az 1931–1932-es NHL-szezon a tizenötödik NHL-szezon volt. Miután a Philadelphia Quakers és az Ottawa Senators a szezon előtt felfüggesztették tevékenységeiket, csak nyolc csapat maradt a ligában. A nyolc csapat egyenként 48 mérkőzést játszott. A döntőben a Toronto Maple Leafs veretlenül nyert három mérkőzést a New York Rangers ellen, így megnyerve története harmadik Stanley-kupáját.
1931-ben kezdődött a Toronto Maple Leafs meccseinek rádióközvetítése, amit a Canadian National Railway rádióhálozaton Kanada minden táján hallani lehetett. A műsor neve General Motors jégkorong-közvetítése volt. Az évek folyamán ebből alakult ki a mai napig is létező Hockey Night in Canada műsor.

## A liga üzleti változásai
Az 1931. szeptember 26-i ligagyűlésen a Philadelphia Quakers és az Ottawa Senators engedélyt kértek tevékenységük felfüggesztéséhez. A megmaradó nyolc csapat szétosztotta maguk között a két csapat játékosait, a szerződéseket az ottawai és philadelphiai csapatoktól lízingelték, amíg a két csapat vissza nem tér a ligába. A Quakers sosem tért vissza. Az ottawai tulajdonosok 300 000 dolláros ajánlatot kaptak a csapatért, avval a feltétellel, hogy a klub Chicagóba költözik, de a Chicago Black Hawks tulajdonosai nem engedték meg, hogy egy másik csapat játsszon a városban. A Detroit Falcons csődbe ment, és gondnokság alá került.
Közben az American Hockey Association, amely az 1930–31-es szezon folyamán American Hockey League-re átkeresztelte magát, és nagy ligának ("major league") nevezte ki magát. Erre Frank Calder, az NHL elnöke, renegát ligának nevezte ki. Ezt egyrészt arra alapozta, hogy az AHL Chicagóban helyezett el egy franchise-t, ahol már volt NHL csapat, és egy másikat Buffalóban, ahol egy NHL-farmcsapat volt. Az AHL egy ligaközötti Stanley-kupa bajnokságot javasolt, amit a kupa kezelőbizottsága el is fogadott. Viszont a buffalói csapat a szezon közben megbukott, és Calder rábeszélte James Norrist, a Chicago Shamrocks tulajdonosát, hogy olvassza össze a csapatát a Detroit Falconsszal. Miután Norris ezt elfogadta, az AHL és az NHL megegyezésre jutott; az AHL visszavette az 'American Hockey Association' nevet és az NHL egyik farmligájaként folytatta létezését.

## Az alapszakasz
Howie Morenz továbbra is nagy sikereket aratott. Újra megnyerte a Hart-trófeát, és a Canadiens megint megnyerte a Kanadai-divízió bajnokságát. A Rangers lett első az Amerikai-divízióban. De a szezon a Maple Leafsének bizonyult, élükon Busher Jackson pontkirállyal. A Maple Leaf Gardens 1931 novemberében nyílt meg, viszont az nyitó ünnepséget a látogató Black Hawks elrontotta, 3:1-es győzelmükkel a Maple Leafs felett.
A Montreal Maroons meg próbálta venni Eddie Shore-t a Bostontól, 40 000 dollárt ajánlva. A Bruins ezt nem fogadta el.

## Tabella
Megjegyzés: a vastagon szedett csapatok bejutottak a rájátszásba
| Kanadai-divízió     | MSz | Gy | V  | D | P  | SzG | KG  |
| ------------------- | --- | -- | -- | - | -- | --- | --- |
| Montréal Canadiens  | 48  | 25 | 16 | 7 | 57 | 128 | 111 |
| Toronto Maple Leafs | 48  | 23 | 18 | 7 | 53 | 155 | 127 |
| Montreal Maroons    | 48  | 19 | 22 | 7 | 45 | 142 | 139 |
| New York Americans  | 48  | 16 | 24 | 8 | 40 | 95  | 142 |

| Amerikai-divízió    | MSz | Gy | V  | D  | P  | SzG | KG  | B |
| ------------------- | --- | -- | -- | -- | -- | --- | --- | - |
| New York Rangers    | 48  | 23 | 17 | 8  | 54 | 134 | 112 |   |
| Chicago Black Hawks | 48  | 18 | 19 | 11 | 47 | 86  | 101 |   |
| Detroit Falcons     | 48  | 18 | 20 | 10 | 46 | 95  | 108 |   |
| Boston Bruins       | 48  | 15 | 21 | 12 | 42 | 122 | 117 |   |

## Kanadai táblázat
| Játékos          | Csapat              | MSz | G  | A  | P  | B  |
| ---------------- | ------------------- | --- | -- | -- | -- | -- |
| Busher Jackson   | Toronto Maple Leafs | 48  | 28 | 25 | 53 | 63 |
| Joe Primeau      | Toronto Maple Leafs | 46  | 13 | 37 | 50 | 25 |
| Howie Morenz     | Montréal Canadiens  | 48  | 24 | 25 | 49 | 46 |
| Charlie Conacher | Toronto Maple Leafs | 44  | 34 | 14 | 48 | 66 |
| Bill Cook        | New York Rangers    | 48  | 33 | 14 | 47 | 33 |
| Dave Trottier    | Montreal Maroons    | 48  | 26 | 18 | 44 | 94 |
| Hooley Smith     | Montreal Maroons    | 43  | 11 | 33 | 44 | 49 |
| Babe Siebert     | Montreal Maroons    | 48  | 21 | 18 | 39 | 64 |
| Dit Clapper      | Boston Bruins       | 48  | 17 | 22 | 39 | 21 |
| Aurel Joliat     | Montréal Canadiens  | 48  | 15 | 24 | 39 | 46 |

## Stanley-kupa rájátszás
Az elvárások szerint a Canadiens zsinórban harmadszorra nyerte volna a Stanley-kupát, de Pit Lépine és Aurel Joliat sérülései a csapat reményeit megsemmisítette; a gyors Rangerstől kikaptak a divízióbajnokok sorozatában, csak egy meccset nyerve a Rangers három győzelmével szemben. A Maple Leafs  könnyen kiütötte a Black Hawkst 6:2-es gólösszesítéssel a második helyezettek szériájában, míg a harmadik helyezettek közötti párharcban a Maroons 3:1-es gólaránnyal verték meg a Falconst. Az elődöntőben a Maple Leafs 4:3-as összesítéssel verte meg a Maroonst.

### Döntő
A döntőben a Maple Leafs három meccset nyert egymás után, így könnyen megnyerték a Stanley-kupát. A második meccset Bostonban játszották, mert a cirkusz szerepelt aznap a Madison Square Gardenben. A sorozat vége után „Tenisz-szériaként” emlegették ezt a döntőt, mivel Toronto minden meccsben hat gólt lőtt. Ez volt Dick Irvin torontói edző második egymásutáni döntős szereplése, miután a Black Hawkst a döntőig vezette az előző szezonban.
Toronto Maple Leafs vs. New York Rangers
| Dátum      | Idegenben           | Eredmény | Otthon              | Eredmény | Megjegyzés  |
| ---------- | ------------------- | -------- | ------------------- | -------- | ----------- |
| Április 5. | Toronto Maple Leafs | 6        | New York Rangers    | 4        |             |
| Április 7. | Toronto Maple Leafs | 6        | New York Rangers    | 2        | (Bostonban) |
| Április 9. | New York Rangers    | 4        | Toronto Maple Leafs | 6        |             |

Az öt mérkőzésből álló párharcot (három győzelemig tartó sorozatot) a Toronto nyerte 3:0-ra, így ők lettek a Stanley-kupa bajnokok.

## NHL díjak
Howie Morenz megint megnyerte a Hart-emlékkupát, Joe Primeau a Lady Byng-emlékkupát. Charlie Gardiner nyerte a Vézina-trófeát.
- O'Brien-trófea (Kanadai-divízió bajnoka) — Montréal Canadiens
- Prince of Wales-trófea (Amerikai-divízió bajnoka) — New York Rangers
- Hart-emlékkupa (legértékesebb játékos) – Howie Morenz, Montréal Canadiens
- Lady Byng-emlékkupa (legsportszerűbb játékos) – Joe Primeau, New York Rangers
- Vezina-trófea (legjobb kapus) – Charlie Gardiner, Chicago Black Hawks

### Első All-Star csapat
- Kapus: Charlie Gardiner, Chicago Black Hawks
- Hátvéd: Eddie Shore, Boston Bruins
- Hátvéd: Ching Johnson, New York Rangers
- Center: Howie Morenz, Montréal Canadiens
- Balszélső: Bill Cook, New York Rangers
- Jobbszélső: Aurel Joliat, Montréal Canadiens
- Edző: Lester Patrick, New York Rangers

### Második All-Star csapat
- Kapus: Roy Worters, New York Americans
- Hátvéd: Sylvio Mantha, Montréal Canadiens
- Hátvéd: King Clancy, Toronto Maple Leafs
- Center: Hooley Smith, Montreal Maroons
- Balszélső: Charlie Conacher, Toronto Maple Leafs
- Jobbszélső: Bun Cook, New York Rangers
- Edző: Dick Irvin, Toronto Maple Leafs

## Debütálók
Itt a fontosabb debütálók szerepelnek, első csapatukkal. A csillaggal jelöltek a rájátszásban debütáltak.
- Art Coulter, Chicago Black Hawks
- Earl Seibert, New York Rangers
- Ott Heller, New York Rangers

## Visszavonulók
Itt a fontosabb olyan játékosok szerepelnek, akik utolsó NHL-meccsüket ebben a szezonban játszották.
- Georges Boucher, Chicago Black Hawks
- Art Gagné, Detroit Falcons
- Carson Cooper, Detroit Falcons